# Zbrodnia w Uryczu
Zbrodnia w Uryczu – jedna z największych zbrodni wojennych popełnionych przez niemiecki Wehrmacht podczas kampanii wrześniowej 1939 r. Jej ofiarą padło od 73 do 100 wziętych do niewoli żołnierzy 4 Pułku Strzelców Podhalańskich, których 22 września 1939 r. spalono żywcem w stodole we wsi Urycz.

## Zbrodnia
W połowie września 1939 r. po ciężkich walkach prowadzonych na linii Sanu rozbiciu uległ polski 4 Pułk Strzelców Podhalańskich, stacjonujący przed wojną w Cieszynie. W niemieckie ręce trafiła duża grupa jeńców, których skierowano w kierunku Drohobycza.
22 września 1939 r. kolumna jeńców znalazła się we wsi Urycz (dawne woj. lwowskie), gdzie niemieccy konwojenci zarządzili postój. Tam oddzielono od grupy wszystkich, którzy podali się za Ukraińców i Ślązaków. Resztę – około 80–100 osób - zgromadzono w stodole, gdzie jak ich zapewniono, mieli przenocować. Około godziny 15:00, gdy wszyscy jeńcy znaleźli się w stodole, Niemcy zamknęli wrota, oblali stodołę benzyną lub naftą, po czym podpalili za pomocą granatów ręcznych. Niemal wszyscy jeńcy spłonęli żywcem; uciekających z płonącej stodoły ostrzelano karabinami maszynowymi.
Nie udało się precyzyjnie ustalić liczby ofiar. IPN podaje, że było ich co najmniej 73, podczas gdy zdaniem Szymona Datnera zamordowano tego dnia około 100 jeńców. Ocaleć miało tylko trzech żołnierzy, z których jeden zmarł wkrótce w wyniku odniesionych ran w szpitalu w Drohobyczu. Zamordowani jeńcy nie stawiali oporu, nie próbowali uciekać i nie byli wcześniej o nic oskarżani przez Niemców.
Nie udało się zidentyfikować niemieckiego oddziału, który dokonał tej zbrodni. Ocalały z masakry Antoni Dobija zeznał jedynie, że kierował nią podoficer Wehrmachtu w stopniu sierżanta. Ponadto IPN podaje, że niemieccy żołnierze, którzy dokonali zbrodni byli wspomagani przez bliżej niezidentyfikowanych ukraińskich nacjonalistów.
W 1978, w swoim zeznaniu w trakcie procesu Pietera Mentena, ocalały z masakry żołnierz polski Adam Gad oszacował liczbę jeńców po selekcji na ok. 80 osób. Podał, że Menten strzelał z broni krótkiej do bezbronnych ludzi. 